# 17470 Mitsuhashi
17470 Mitsuhashi este un asteroid din centura principală de asteroizi.

## Descriere
17470 Mitsuhashi este un asteroid din centura principală de asteroizi. A fost descoperit pe 19 ianuarie 1991 la Kitami de Kin Endate și Kazuro Watanabe. Asteroidul prezintă o orbită caracterizată de o semiaxă mare de 3,16 ua, o excentricitate de 0,14 și o înclinație de 4,1° în raport cu ecliptica.